# Hipposideros caffer
L'ipposidero cinerino (Hipposideros caffer  Sundevall, 1846) è un pipistrello della famiglia degli Ipposideridi diffuso in Africa.

## Descrizione

### Dimensioni
Pipistrello di medie dimensioni: 
- Lunghezza totale: 66–96 mm
- Lunghezza dell'avambraccio: 42–52 mm
- Lunghezza della coda: 24–37 mm
- Lunghezza del piede: 6–10 mm
- Lunghezza delle orecchie: 10–18 mm
- Peso: fino a 11 g.[3]

### Aspetto
La pelliccia è lunga, densa e setosa. Le parti dorsali variano dal grigio al grigio-brunastro con la base dei peli bianca o color crema e la parte centrale bruno-grigiastra chiara, mentre le parti ventrali sono leggermente più chiare con la base dei peli più chiara. È presente una fase completamente arancione. Le orecchie sono corte, larghe e con una concavità sul bordo posteriore appena sotto l'estremità appuntita. La foglia nasale presenta una porzione anteriore con due fogliette supplementari su ogni lato, un setto nasale poco sviluppato, una porzione posteriore formata da una struttura trasversale ben sviluppata ma non separata da setti. Una sacca frontale con l'apertura orizzontale è presente in entrambi i sessi, sebbene sia più piccola nelle femmine. Le membrane alari sono bruno-nerastre. La coda è lunga e si estende leggermente oltre l'ampio uropatagio. Il primo premolare superiore è piccolo e situato leggermente fuori la linea alveolare. Il cariotipo è 2n=32 FNa=60.

### Ecolocazione
Emette ultrasuoni ad alto ciclo di lavoro sotto forma di impulsi a frequenza costante di 136,7–161 kHz.

## Biologia

### Comportamento
Si rifugia in colonie numerose fino a diverse migliaia di individui all'interno di grotte, piccole fessure rocciose, gallerie minerarie, condotte idriche, edifici abbandonati, tetti di case, pozzi e cavità degli alberi. Talvolta condivide i siti con altre specie di pipistrelli come il ferro di cavallo di Lander, il ferro di cavallo di Geoffroy, nitteride di Tebe, Myotis tricolor e il miniottero comune. Il volo è lento, rapido, agile e manovrato, può prendere il volo da terra e rimanere sospeso in aria per breve tempo. Entra in uno stato di torpore diurno durante le giornate più fredde.

### Alimentazione
Si nutre di insetti, particolarmente falene, catturati negli sciami che si formano intorno alla luci artificiali oppure raccolti sui rami o a terra.

### Riproduzione
Danno alla luce un piccolo alla volta l'anno, a marzo e aprile nelle zone sopra l'equatore a ottobre e dicembre nell'emisfero australe. La gestazione può durare 100-150 giorni, dovuta ad un ritardato sviluppo o impianto embrionico durante i periodi invernali.

## Distribuzione e habitat
Questa specie è diffusa in gran parte dell'Africa eccetto le zone desertiche, nella Penisola arabica sud-occidentale e in diverse isole lungo le coste della Tanzania.
Vive nelle savane alberate, meno frequentemente in zone aride e nelle foreste.

## Tassonomia
Sono state riconosciute 4 sottospecie:
- H.c.caffer: Arabia Saudita sud-occidentale, Yemen occidentale, Etiopia, Eritrea, Somalia, Uganda, Sudan del Sud, Ruanda, Burundi, Kenya, Tanzania, isole di Pemba, Mafia e Zanzibar, Repubblica Democratica del Congo centro e sud-orientale, Malawi, Zambia, Mozambico occidentale, Zimbabwe, Botswana sud-orientale, Swaziland e Sudafrica nord-orientale e centro-occidentale;
- H.c.angolensis (Seabra, 1898): Costa d'Avorio occidentale, Ghana, Togo, Benin, Nigeria, Rio Muni, Camerun sud-occidentale, Gabon, Repubblica del Congo, Repubblica Democratica del Congo sud-occidentale, Cabinda, Angola sud-occidentale, Namibia nord e centro-occidentale;
- H.c.nanus (J. A. Allen, 1917): Repubblica Democratica del Congo nord-orientale;
- H.c.tephrus (Cabrera, 1906): Marocco; Mauritania, Senegal, Mali e Algeria meridionali, Guinea-Bissau settentrionale, Gambia, Guinea centrale, Sierra Leone, Burkina Faso, Niger e Ciad centrali, Sudan meridionale.

## Conservazione
La IUCN Red List, considerato il vasto areale e la popolazione presumibilmente numerosa, classifica H.caffer come specie a rischio minimo (Least Concern)).